# Thijs Verhagen
Thijs Verhagen (Erp, Veghel, Brabant del Nord, 22 de maig de 1981) va ser un ciclista neerlandès. Combina la carretera amb el ciclocròs on obtingué certs èxits en categoria sib-23.

## Palmarès en ciclocròs
- 2001-2002
  -  Campió del món sub-23 en ciclocròs
  -  Campió dels Països Baixos sub-23 en ciclocròs
- 2002-2003
  -  Campió dels Països Baixos sub-23 en ciclocròs
  - 1r al Superprestige sub-23